# Aeroportul Vipingo
Aeroportul Vipingo (IATA: VPG) este un aeroport din Kaunti ya Kilifi⁠(d), Kenya.
aeroportul dispune de o singură pistă.